# Eugenesia privada
Eugenesia privada es la práctica de la eugenesia llevada a cabo por individuos, típicamente padres, mediante el uso de técnicas reproductivas, pruebas genéticas y potencialmente ingeniería genética. A diferencia de la eugenesia pública tradicional, que solía ser impuesta por el Estado con el objetivo de mejorar la calidad genética de una población, la eugenesia privada se centra en las decisiones y aspiraciones individuales. Este cambio refleja una transición desde programas coercitivos estatales hacia un modelo basado en la elección parental y los derechos reproductivos.

## Historia
Tras las atrocidades cometidas por el régimen nazi, los defensores de la eugenesia adoptaron una postura más cautelosa. Sin embargo, las esterilizaciones eugenésicas continuaron en países como Estados Unidos y Escandinavia. El descubrimiento del ADN en 1953 y el desarrollo del código genético en la década de 1960 otorgaron legitimidad científica a la genética. Durante los años 1970, se difundieron el asesoramiento genético y los diagnósticos prenatales, como la amniocentesis, que permitieron a los padres evaluar los riesgos genéticos en sus hijos. En casos de riesgo grave, se ofrecía la posibilidad de aborto, dando lugar a prácticas de eugenesia negativa. Por otro lado, defensores de la eugenesia positiva, como el empresario Robert Graham, promovieron el mejoramiento genético de la inteligencia. En 1971 fundó el «Herman J. Muller Repository for Germinal Choice», que buscaba donaciones de esperma de hombres notables, incluidos laureados con el Premio Nobel.

## Eugenesia pública vs. privada
La eugenesia pública, históricamente impuesta por el Estado, buscaba eliminar a los «débiles» (eugenesia negativa) y fomentar la fortaleza (eugenesia positiva), a menudo vinculada con ideas de pureza racial. En contraste, la eugenesia privada, o neoeugenesia, se basa en la elección parental, permitiendo la selección genética para mejorar la salud de la descendencia. Técnicas como el diagnóstico genético preimplantacional (DGP) y la terapia génica permiten seleccionar embriones libres de enfermedades genéticas. Mientras que algunos consideran esta práctica discriminatoria si se utiliza para seleccionar raza o género, otros la defienden como un derecho reproductivo. A diferencia de la eugenesia pública, que imponía restricciones a la reproducción mediante leyes y esterilización, la eugenesia privada prospera en un mercado de fertilidad comercializado. El debate ético continúa sobre si debe existir intervención estatal para regular las decisiones parentales en la selección genética.

## Modalidades
La eugenesia privada comprende tres modalidades principales. Primero, los padres pueden seleccionar rasgos relacionados con la salud para asegurar que su descendencia esté libre de enfermedades, lo cual justifica el uso de tecnologías reproductivas como el DGP y la donación de gametos. Las regulaciones europeas suelen permitir estas prácticas si su objetivo es evitar afecciones hereditarias. Segundo, los padres pueden evitar características consideradas objetivamente dañinas, como enfermedades dolorosas o discapacidades; estas elecciones suelen estar reguladas legalmente. Tercero, pueden seleccionarse rasgos no relacionados con la salud, como la inteligencia, el color de ojos o el género. Estas elecciones, a menudo controversiales, varían desde la mejora genética hasta preferencias culturales. Si bien el debate legal y ético continúa, las selecciones relacionadas con la salud son las más aceptadas bajo el marco normativo europeo.

## Derechos reproductivos
Tradicionalmente, los derechos reproductivos abarcan la posibilidad de decidir si tener hijos y cuántos. Sin embargo, el debate se ha ampliado a si estos derechos incluyen también la selección de rasgos específicos en la descendencia. Algunos académicos sostienen que las decisiones sobre intervenciones genéticas por preferencias personales deben incluirse dentro de los derechos reproductivos, ya que influyen directamente en la decisión de procrear. Autores como John Robertson argumentan que los derechos reproductivos deberían incluir la elección de características del hijo. No obstante, otros señalan que estos derechos solo garantizan tener un hijo, pero no un hijo con características determinadas, por lo que las prohibiciones a la selección de rasgos no vulnerarían dichos derechos. En Estados Unidos el debate está polarizado, mientras que en Europa se centra más en aspectos relacionados con la salud.

## Debates contemporáneos
El debate actual sobre la «eugenesia privada» gira en torno a si las decisiones reproductivas individuales—como abortar embriones con afecciones genéticas graves—constituyen una forma de eugenesia. A diferencia de la eugenesia del siglo XX, que buscaba moldear naciones o razas, las decisiones modernas reflejan preferencias personales, aunque colectivamente pueden expresar valores sociales. La asociación histórica entre eugenesia y nazismo suele simplificar en exceso el debate. La eugenesia no fue solo una teoría biológica, sino también un marco moral y social que influyó en políticas de salud pública. Evolucionó en contextos como la cultura elitista británica, el progresismo estadounidense y el asesoramiento matrimonial, lo que demuestra su legado complejo más allá de las teorías socio-biológicas.